# Дриада точечная
Дриада точечная (лат. Dryas punctata) — вид травянистых растений рода Дриада (Dryas) семейства Розовые (Rosaceae).

## Ботаническое описание
Хамефит. Корневище деревянистое, ветвистое, одетое остатками черешков отмерших листьев. Побеги укороченные. Прилистники узкие, коричневые, почти пленчатые, по краю волосистые. Листья 0,5—3 см длиной и 0,3—1 см шириной, продолговатые, иногда наиболее широкие в средней части. Черешки листьев 4—15 мм длиной, опушенные простыми, белыми волосками и коричневыми ветвистыми короткостебельными железками. Цветы одиночные, 1,8—3 см в диаметре. Семянка волосистая, 2,5—3 мм в длиной, с длинной перистой остью. Цветёт в июне — июле, плодоносит в июле —- августе.

## Распространение
Растёт на склонах и россыпях в горно-лесном поясе и в тундровой зоне.

## Значение и применение
По одним данным, хорошо поедается северным оленем (Rangifer tarandus). По другим — изредка, плохо, или вовсе не поедается.